# Gerloffsche Villa (Magdeburg)

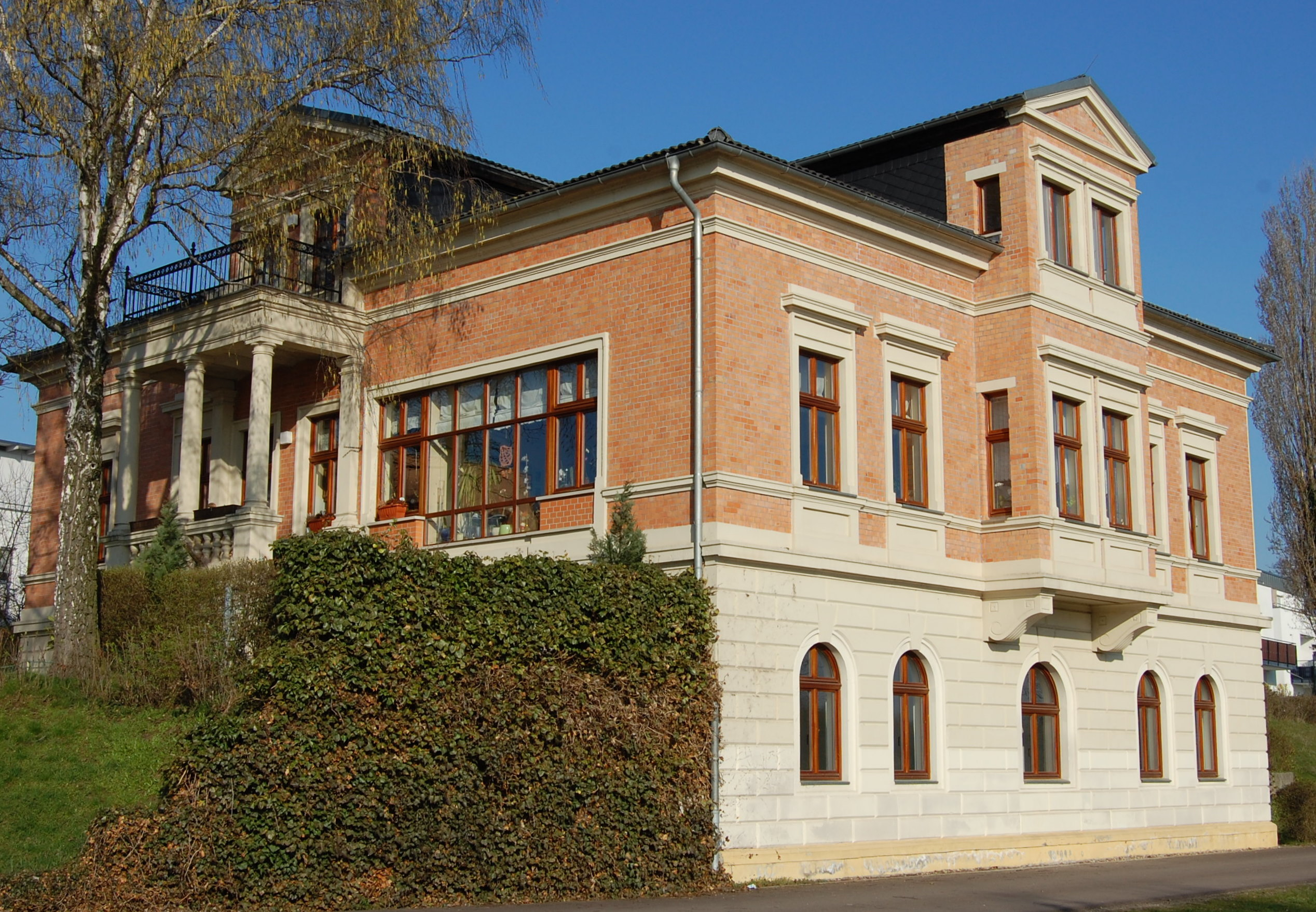
Gerloffsche Villa

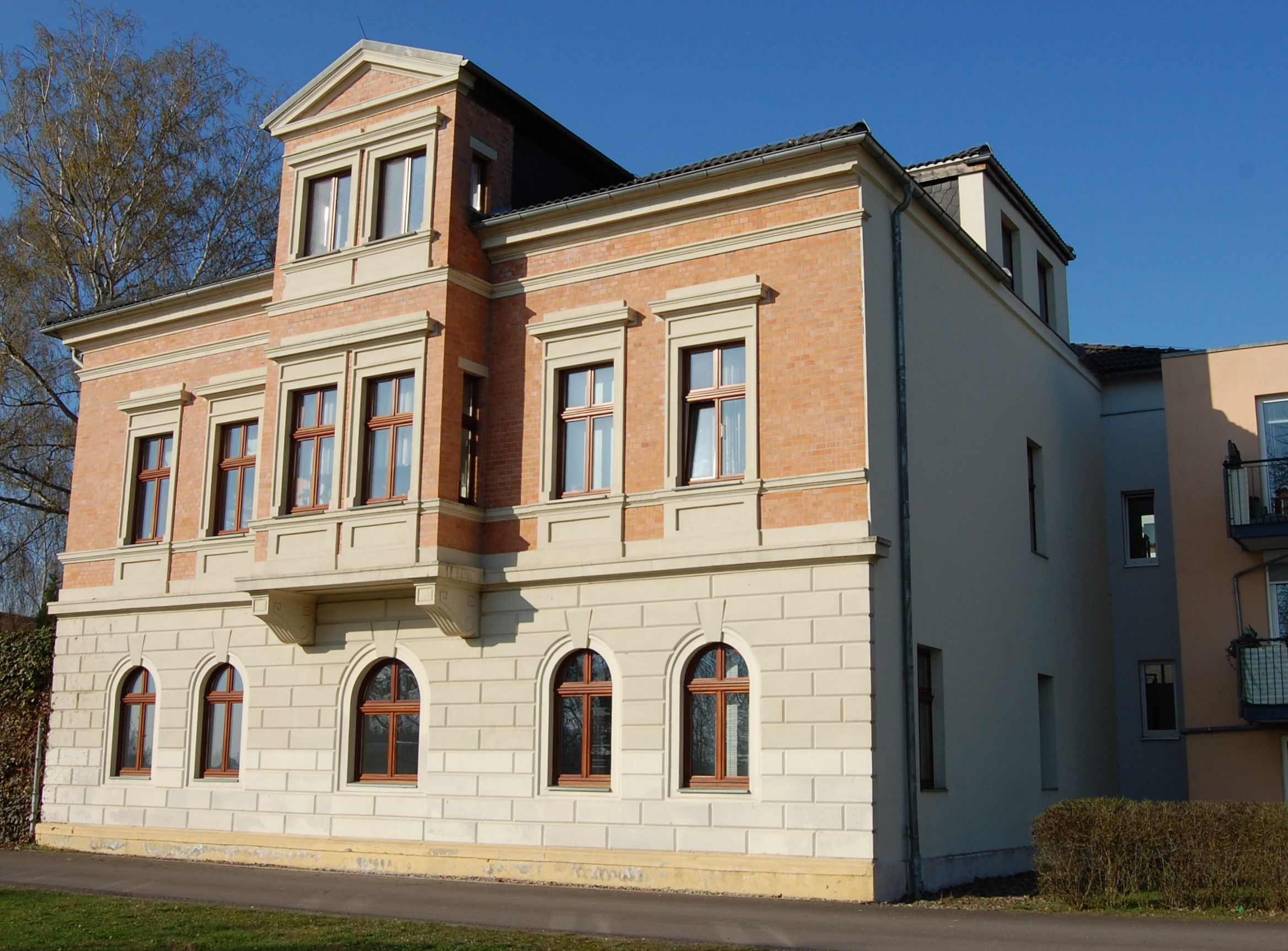
Blick aus nordöstlicher Richtung auf die ehemalige Brandmauer, rechts direkt angrenzende Neubebauung

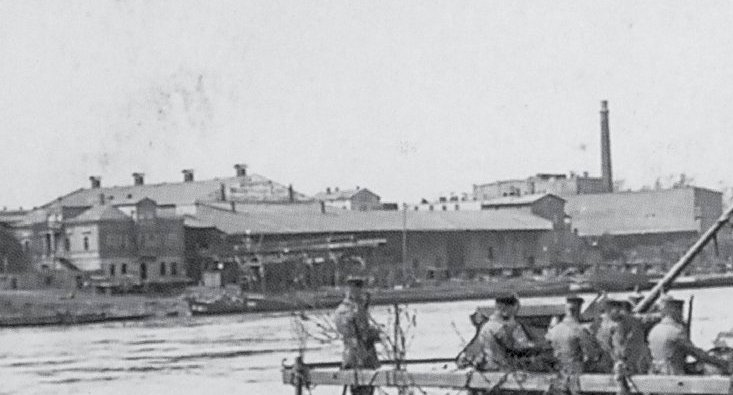
Gerloffsche Villa im Jahr 1913, rechts der Villa besteht noch der Fabrikanbau

Die Gerloffsche Villa ist eine denkmalgeschützte Fabrikantenvilla im Magdeburger Stadtteil Westerhüsen und gehörte zur Schiffswerft Gerloff.

## Lage
Das Haus steht an der Adresse Kieler Straße 5a/b in unmittelbarer Nähe des Elbufers. Sie wurde 1891 als Fabrikantenvilla auf dem Gelände der Werft und Kohle- und Strohgroßhandlung Wilhelm Gerloff errichtet. Die Bauausführung des im Stil der Neorenaissance gehaltenen Gebäudes oblag dem Bauunternehmer Fr. Schmidt.

## Architektur
Die Villa ist zweigeschossig, wobei auf Grund der Hanglage das zur östlich gelegenen Elbe zeigende Erdgeschoss auf der westlichen und südlichen Seite als Souterrain angelegt ist. Das Erdgeschoss ist verputzt und verfügt über Rundbogenfenster, das Obergeschoss ist mit einer in orangem Farbton gehaltenen Ziegelfassade versehen. Auf der Nordseite befindet sich statt einer repräsentativen Fassade eine einfach Brandwand, da sich hier ursprünglich die Gebäude der Fabrik anschlossen, die jedoch nicht erhalten sind. Der Zugang erfolgt von der Westseite. Hier ist der Eingang durch einen Risaliten betont. Die der Elbe zugewandte Fassade verfügt über sechs Fensterachsen, in der Mitte springt ein zweiachsiger Erker vor, der vom Obergeschoss bis in das Dachgeschoss reicht. Das Dach selbst ist als flaches Walmdach ausgeführt. An der Südseite befindet sich ein von Säulen gestützter Balkon, darüber ein zweiachsiger Dacherker, dessen großes rechteckiges Fenster nachträglich eingefügt wurde. Beide Erker werden von einem kleinen dreieckigen Giebel bekrönt.

## Geschichte
Die Familie Gerloff war 1860 in den Besitz des Grundstücks gekommen. Die Ehefrau des Kossaten Peter Gerloff hatte das Grundstück von Moses Sommerguth erworben. Im Jahr 1871 übernahm der am 13. März 1839 in Westerhüsen geborene Sohn Wilhelm Gerloff das mit einem Bauernhof bebaute Anwesen. Gerloff hatte am Deutsch-Französischen Krieg 1870/71 teilgenommen und heiratete am 12. Oktober 1871 in Atzendorf Wilhelmine Tuch. Obwohl Gerloff nur die Dorfschule besucht hatte, baute er in kurzer Zeit ein größeres Unternehmen auf, wobei die günstige Lage des Grundstücks an der Elbe half. Zunächst übernahm er Fuhren für die Neustädter Firma Gebrüder Böhmer und begann dann mit Korn, Stroh und Heu zu handeln. Stroh presste er zunächst mit einem Göpel, später mit Dampfkraft und veräußerte es an eine Dresdener Fabrik für Strohstoff. Er erwarb vor allem böhmische Braunkohle, die er in der Umgebung verkaufte. Um die nötige Lager und Umschlagfläche zu haben, erwarb er auch das Westerhüsen zur Elbe hin vorgelagerte Elbvorland. Zunächst nur direkt vor seinem Grundstück später auch weiter nach Süden bis südlich der Sankt-Stephanus-Kirche. Um die Fläche aufzufüllen, ließ er über mehrere Jahre Asche aus Buckau anfahren.
Das alte Bauerngehöft wurde ständig umgebaut und erweitert. 1872 entstand direkt an der Elbe ein Kohlenschuppen, der 1876 ein erstes Mal nach Norden erweitert und 1881 dann bis zur Thüringerstraße verlängert wurde. 1887 brannte der Schuppen ab und wurde durch einen größeren ersetzt, in dem 100.000 Zentner Kohlen gelagert werden konnten und der über eine Lorenanlage verfügte. 1879 war darüber hinaus westlich der Hofeinfahrt eine Remise entstanden, die 1883 zur Wohnung umfunktioniert wurde. 1880 baute man an der Elbseite des Vorgartens ein Kontorgebäude. 1891, nach anderen Angaben 1892, entstand zwischen dem Kontor und dem Kohlenschuppen die heute noch erhaltene Villa. Das ehemalige Wohnhaus blieb als Beamtenhaus bestehen. Gleichfalls 1891 wurden die westlichen Stallgebäude neu gebaut und unter Ankauf eines Geländestreifens erweitert. Zugleich wurde eine alte Scheune abgerissen. An deren Stelle und dem dahinter liegenden Garten entstand ein Strohmagazin.

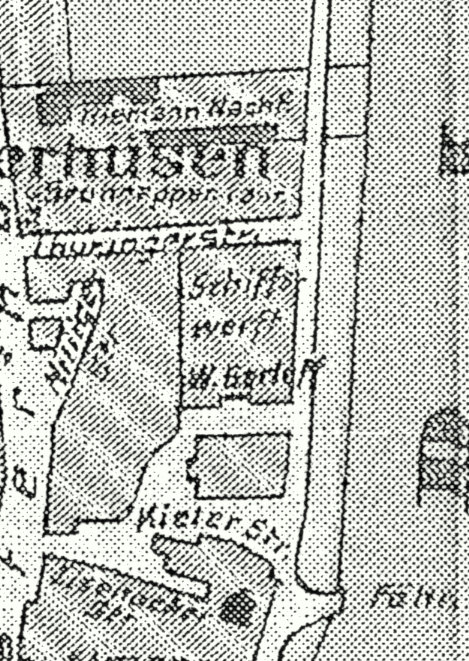
Stadtplan aus der Zeit nach Ende des Ersten Weltkrieges der die Schiffswerft Gerloff noch verzeichnet

Gleichfalls 1891 begründete Gerloff auf seinem Grundstück eine Schiffswerft. Dort entstand nördlich der Fähre Westerhüsen aus den Resten einer alten Fähre eine kleine Bude, weiter nördlich eine kleine Werkstatt mit Schmiede, Stanze und Bohrmaschine. Weiter nach Norden befanden sich große Erdwinden und die Helgen. Dort wurden die Schiffe gebaut bzw. repariert und dann quer in die Elbe zu Wasser gelassen. Als erstes Schiff wurde bereits 1891 ein Kahn für Kohlen-Meinecke gebaut. 1892 folgte eine gleichfalls aus Holz gefertigte Fähre für die direkt benachbarte Elbfähre Westerhüsen. Später wurden die Schiffe auch aus Metallplatten gebaut, die aus Brandenburg geliefert wurden.
1898 erwarb Gerloff weitere Flächen an der Thüringer Straße, um eine Holzniederlage anzulegen. Hier entstand auch ein Sägewerk und später noch ein Beamtenhaus. 1902 folgte der Ankauf des ehemaligen Schulgrundstücks Kieler Straße 7 sowie des Grundstücks Eisenacher Straße 2 samt dortiger Kohlenhandlung. Die dort am Elbufer befindlichen Schuppen wurde vereinigt, eine vorhandene Zwischenmauer durch Pfeiler ersetzt. Der Schuppen erhielt auch ein einheitliches Pappdach, das Material hierfür stammte von der Tanzbude des ehemaligen Westerhüser Budenvereins. Der Schuppen prägte über mehr als ein Jahrhundert an markanter Stelle das Ortsbild und wurde im Frühjahr 2010, nach dem er seit 1926 als Bootsschuppen genutzt worden war, abgerissen.
Der Handel mit Kohle war sehr erfolgreich. Gerloff versorgte die ganze Umgebung mit Braunkohle und verfügt außer in Westerhüsen auch in Buckau, Prester und vor der Ziegelei in Randau über Kohleumschlagplätze.
Gemeinsam mit August Hohmann, dessen Sohn später die Hohmannsche Villa errichten ließ, erwarb Gerloff dann die südlich von Westerhüsen zwischen Eisenbahn und Elbe gelegenen Flächen. Gerloff beabsichtigte dort eine Papierfabrik zu errichten. Dorthin sollte nach seinen Plänen auch ein Eisenbahnanschluss verlegt werden, der dann nach Norden bis zum Werk Gerloffs und später weiter in Richtung Buckau verlängert werden sollte.
Wilhelm Gerloff verstarb jedoch am 28. August 1905 an einem Herzleiden. Das Unternehmen wurde von Gustav Becker, dem Ehemann der einzigen Tochter Gerloffs Elisabeth weiter geführt. Das Geschäft wurde jedoch ständig kleiner. Zunächst wurde die Schiffswerft eingestellt. Auch der Strohhandel musste beendet werden. Der Kohlenhandel litt insbesondere darunter, dass mit Beginn des Ersten Weltkrieges die Kohlelieferungen aus Böhmen eingestellt wurden. Der große Kohleschuppen war darüber hinaus durch eine Selbstentzündung am 1. August 1914 niedergebrannt. Auch die Strohscheune wurde zerstört. Drei Dampfspritzen waren aus Magdeburg zur Bekämpfung des Großfeuers angerückt. Becker verstarb am 2. Januar 1923. Zunächst führte seine Frau den verbliebenen Geschäftsbetrieb noch weiter, musste jedoch wegen einer unheilbaren Krankheit Ende 1925 die Geschäfte abgeben. Die Firmengeschichte endete damit. Das verbliebene Kohlegeschäft übernahm Baumeister Karl Klepp und verlegte es in die Hilligerstraße 3. In den westlich des Hofes gelegenen Werkstatträumen kam eine Molkerei und später eine Würstchenfabrikation des Fleischers Otto Fritsche unter. In den nördlichen Resten des niedergebrannten Kohlenschuppens entstand ein Sägewerk.
In der Zeit der DDR hatte sich die Bausubstanz der Villa deutlich verschlechtert. So wurde 1995 ein Abriss befürchtet. In der nachfolgenden Zeit erfolgte jedoch eine Sanierung der Villa. In der Umgebung entstanden diverse moderne Mehrfamilienwohnhäuser. An die Nordwestseite der Villa wurden moderne Gebäude direkt angefügt, was den Gesamteindruck des Gebäudes beeinträchtigt.
Beim Elbe-Hochwasser 2013 erreichte das Hochwasser etwa am 7. Juni das Erdgeschoss der Gerloffschen Villa.